# Diamond City (Alberta)
Pour les articles homonymes, voir Diamond City.
Diamond City est un hameau (hamlet) du comté de Lethbridge, situé dans la province canadienne d'Alberta.

## Démographie
En tant que localité désignée dans le recensement de 2011, Diamond City a une population de 162 habitants dans 52 de ses 54 logements, soit une variation de 0.0% par rapport à la population de 2006. Avec une superficie de 0,530 7 km2, le hameau possède une densité de population de 305,257 2 hab/km2 en 2011.
Concernant le recensement de 2006, Diamond City abritait 162 habitants dans 51 de ses 51 logements. Avec une superficie de 0,530 7 km2, le hameau possédait une densité de population de 305,3 hab/km2 en 2006.